# Școala Normală „Vasile Lupu” din Iași

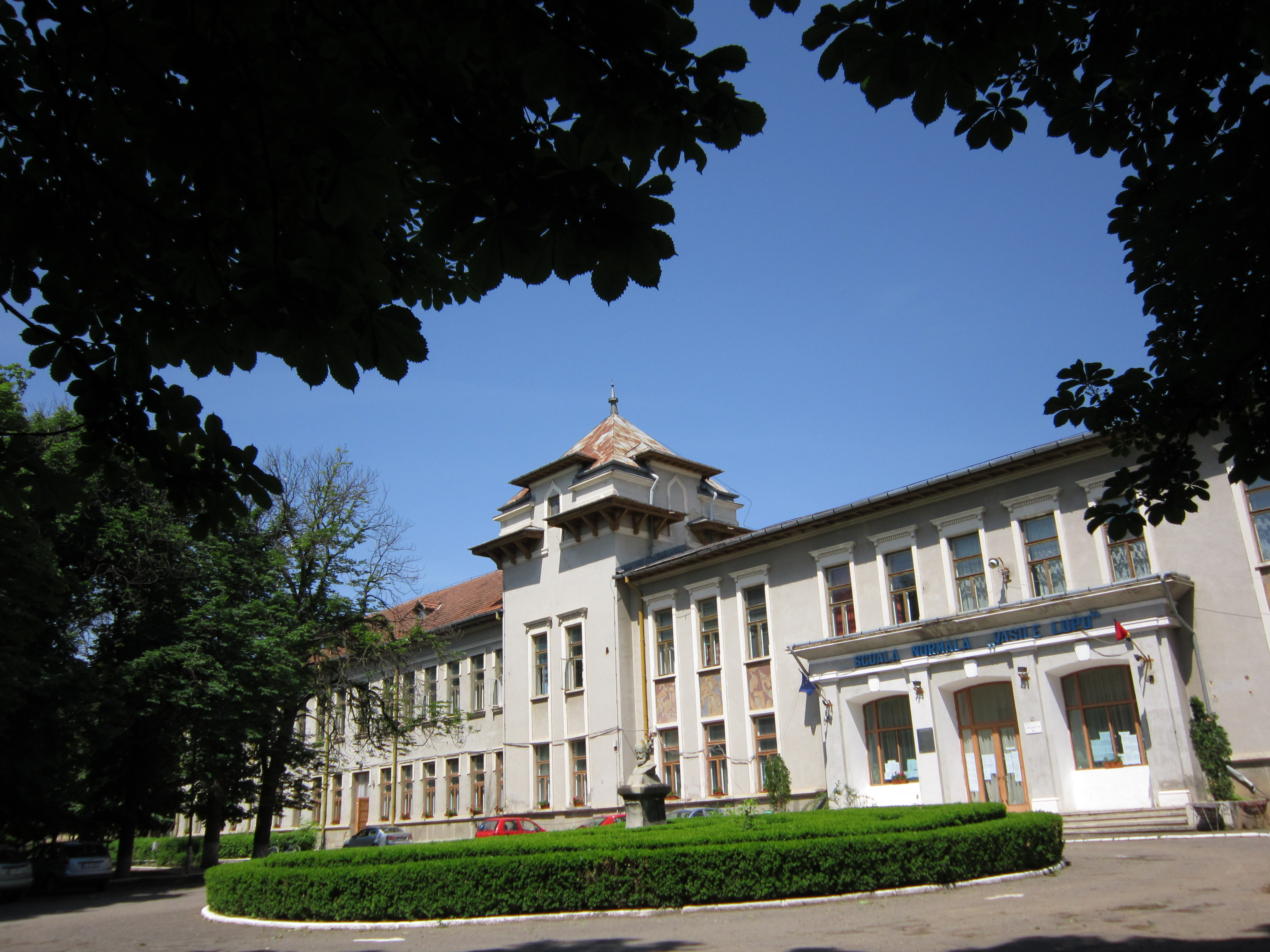
Corpul vechi al Școlii Normale „Vasile Lupu” din Iași, clădire înscrisă pe lista monumentelor istorice cu codul LMI IS-II-m-B-04020.

Școala Normală „Vasile Lupu” din Iași, în prezent Colegiul Național Pedagogic ,,Vasile Lupu'', cunoscută și sub numele de Institutul Vasilian, Liceul Pedagogic „Vasile Lupu”, este o instituție de formare a învățătorilor și educatorilor din Iași, cea mai veche instituție de acest tip din principatele Moldovei și Țării Românești.

## Repere istorice

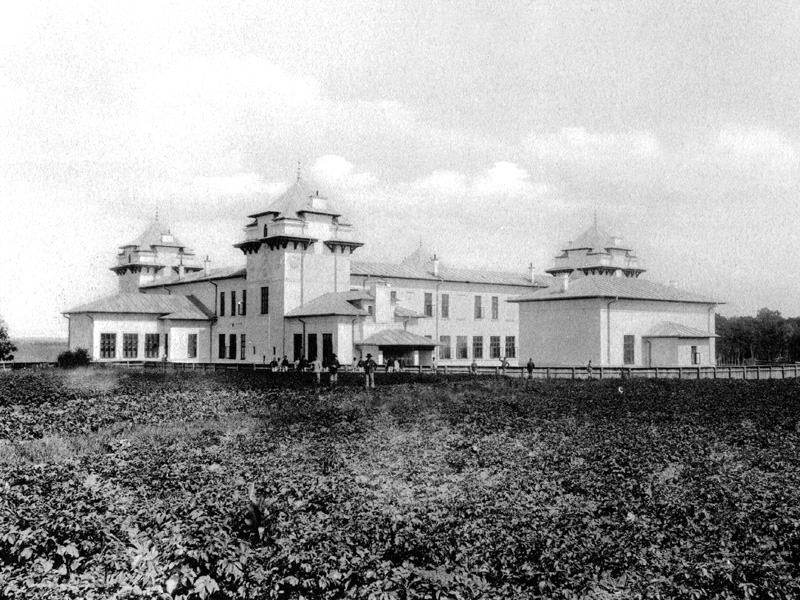
Școala Normală din Iași în anii 1901-1904. Fotografie de Alexandru Antoniu.

- 1854 (martie) – este aprobat „Proiectul pentru înființarea Institutului preparandal”.
- 1855 (15 decembrie) – hrisovul domnitorului Grigore Alexandru Ghica care decide înființarea unei Școli Preparandale cu durata cursurilor de un an, școală care timp de 35 de ani a funcționat, pe lângă o școală primară, în încăperile mănăstirii Trei Ierarhi din Iași.
- 1863 (8 octombrie) – Alexandru Odobescu, Ministrul Instrucțiunii Publice, îl numește director pe Titu Maiorescu.
- 1864 – școala preparandală devine Școala Normală „Vasile Lupu”.
- 1891 – inaugurarea noului local din dealul Copoului amplasat în fosta fermă Pester, local a cărui construcție a fost finanțată de Ministerul Instrucțiunii Publice.
- 1882 – înființarea școlii de aplicație într-un local din strada Podu-Vechi (azi strada Costache Negri).
- 1916 - 1917 – cursurile sunt suspendate ca urmare a Primului Război Mondial.
- 1944 (martie) – școala este evacuată mai întâi la Craiova și apoi în satul Pocruia din județul Gorj.
- 1945 (aprilie) – personalul și elevii școlii se reîntorc la Iași.
- 1954 (decembrie) – Școala Normală „Vasile Lupu” este mutată în localurile aparținând Școlii Normale de Învățătoare „Mihail Sturdza” din strada Toma Cozma (actualul Corp D al Universității).
- 1955 – Școala Normală „Vasile Lupu” fuzionează cu Școala Normală de Învățătoare „Mihail Sturdza” și capătă numele de Liceul Pedagogic.
- 1958 – Liceul Pedagogic se mută în vechiul local din dealul Copou.
- 1959 – Liceul Pedagogic este transferat la Bârlad.
- 1966 (septembrie) – Liceul revine la Iași sub numele de Liceul Pedagogic „V. Lupu” și funcționează într-o clădire din strada M. Kogălniceanu.
- 1970 – Liceul se mută într-o clădire nouă din cartierul Tudor Vladimirescu.
- 1977 – Fuzionează cu Școala de conducătoare (înﬁințată la Iași în 1919) destinată formării educatoarelor.
- 1985 – Liceul Pedagogic „V. Lupu” revine în vechiul local din dealul Copou.
- după 1989 - Liceul Pedagogic „V. Lupu” redevine Școala Normală „Vasile Lupu”.[1][2][3][4]

## Lista directorilor
| - 1855 – 1863 - Anton Velini - 1863 – 1868 - Titu Maiorescu - 1868 – 1869 - Grigore Petrovanu - 1869 – 1874 - Mihail Ianculescu - 1874 – 1876 - Samson Bodnărescu - 1876 – 1877 - Grigore Petrovanu - 1877 – 1886 - Petru Cujbă - 1886 – 1892 - Constantin Meissner - 1892 – 1893 - Emanoil Călinescu - 1893 – 1896 - Gheorghe Ghibănescu - 1896 – 1896 - Ioan V. Praja - 1896 – 1919 - Ioan Mitru - 1919 – 1925 - Vasile Todicescu - 1925 – 1926 - Gheorghe Mitru - 1926 – 1928 - Ștefan Bârsănescu - 1928 – 1928 - Gheorghe Mitru | - 1928 – 1929 - Mihai Botez - 1929 – 1933 - Titus Hotnog - 1933 – 1933 - Vasile Harea - 1933 – 1935 - Valeriu Buțureanu - 1935 – 1936 - Constantin Velicu - 1937 – 1938 - Gheorghe Conicescu - 1938 – 1938 - Constantin Velicu - 1938 – 1941 - Vasile Petrovanu - 1966 – 1971 - Vasile Fetescu - 1990 – 1992 - Vasile Fetescu - 1992 – 1994 - Constantin Petrovici - 1994 – 2000 - Mariana Purțuc - 2000 – 2002 - Mircea Agrigoroaie - 2002 – 2006 - Viorel Paraschiv - 2006 – 2020 - Mihaela Ungureanu - 2020 – 2021 - Irina Ofelia Cosovanu - 2021 – 2022 - Eugenia Drişcu - 2022 – prezent - Lăcrămioara Iordăchescu |

## Foști profesori
| - Liviu Antonesei - Emanoil Arghiriade - Octav Băncilă - Petru Bogdan - Octav Botez - Mihai Carp - Gheorghe Comicescu - Ana Conta-Kernbach | - Leon C. Cosmovici - Ion L. Creangă - Sterie Diamandi - Calistrat Hogaș - Eugen Munteanu - Anton Naum - Eugen Neculau - Emil Panaitescu | - Ștefan D. Popescu - Iulian Rick - Gheorghe Scheletti - Vasile Todicescu - Eugen Mircea |

## Absolvenți celebri
| - Constantin Arvinte - Mihai Busuioc (Domnul Trandafir) - Boris Crăciun - Ion Creangă - Alecu Croitoru | - Bogdan Istru - Gheorghe T. Kirileanu - Nicolae Stoleru |  |

## Legături externe
- Petru Iosipescu, File din istoria Iașiului: Creangă și Școala Preparandală, pagină pe situl Ziare.com. Pagină accesată la 22 decembrie 2012.

## Vezi și
- Școala Normală „Mihail Sturdza” din Iași